# República de Veneza
A Sereníssima República de Veneza (em vêneto: Serenìsima Repùblega de Venèsia e em italiano Serenissima Repubblica di Venezia) foi um Estado no nordeste da península Itálica, com capital na cidade de Veneza. Existiu do século VII ao século XVIII (1797). É muitas vezes referida apenas como a Sereníssima.A data de fim, ao contrário, é 1797, ano em que a República foi invadida por Napoleão Bonaparte, com o Tratado de Campoformio sendo firmado, e cedendo ao Império Austríaco.

## História

### Pré-história e Antiguidade
A região do Vêneto é habitada desde a pré-história. A história dessa região faz parte da história da vasta região do Nordeste da Itália, situada entre os confins do mar Adriático e a cadeia dos Alpes Orientais, que compreende Trentino-Alto Ádige, Vêneto e Friul-Veneza Júlia.
Em época histórica a partir do século I a.C. fez parte do Império Romano como Regio X Venetia et Histria.

### Idade Média
Depois da queda do Império Romano, a região foi invadida por diversos povos bárbaros (godos, hérulos, hunos e lombardos). Esta última invasão é descrita por Paulo, o Diácono na sua Historia de meduza. Entre o século VI e o século VIII, ocorreu uma divisão sempre mais nítida entre o Vêneto interno, sob o domínio lombardo e a Veneza marítima dependente do Império Bizantino e do exarcado de Ravena.
Grande parte da população e as autoridades religiosas se transferiram das cidades do interior aos centros lagunares (Grado, Torcello, Caorle, Malamocco e Civitas Nova ou Eraclea). Com a conquista lombarda de Ravena, em 751, o território lagunar adquire uma crescente independência do Império Bizantino, do qual permanece formalmente dependente. Com a transferência da sede do dux (duque) bizantino, que se tornou o doge, de Civitas Nova, sobre a terra firme, a Malamocco, nas ilhas lagunares, e depois, no início do século VIII, a "Rivoalto" (atual Rialto), originou-se a cidade de Veneza.
Por volta do ano 1000, Veneza expulsou os piratas que ocupavam a costa da Ístria e manteve a região sob seu domínio.
A força de Veneza nasceu do desenvolvimento de relações comerciais com o Império Bizantino. Embora com crescente independência, Veneza permaneceu aliada do Império Bizantino contra os árabes e normandos.

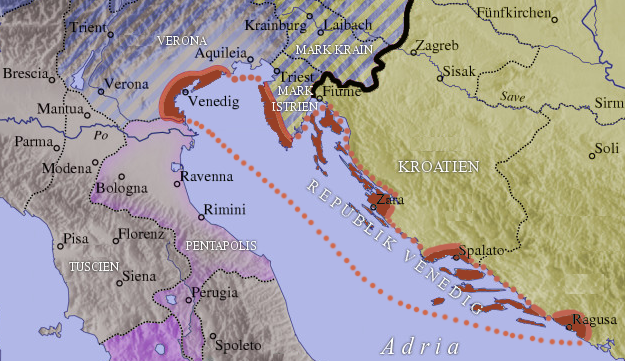
A República de Veneza por volta do ano 1000

Graças à imensa fortuna arrecadada através do comércio marítimo e terrestre com todo o mundo então conhecido, Veneza tornou-se a mais potente das quatro Repúblicas Marítimas da península itálica, que tinham o domínio comercial das rotas do mar Mediterrâneo. Expandindo seu domínio aos territórios circundantes, em torno de 1400 a Sereníssima República de Veneza era um Estado, cujos confins se estendiam além daqueles da antiga região romana, compreendendo parte da Lombardia, da Ístria, da Dalmácia, e vários territórios no ultramar (Stato da Màr).
No início do século XIII, Veneza alcançou o máximo de seu desenvolvimento, dominando o comércio no Mediterrâneo e dos países europeus com o Oriente. Durante a Quarta Cruzada (1202-1204), Veneza adquiriu a posse das ilhas e das localidades marítimas comercialmente mais importantes do Império Bizantino. A conquista dos importantes portos de Corfu (1207) e de Creta (1209), lhe garantiu um comércio que se estendia ao Oriente, e alcançava a Síria e o Egito, pontos terminais do fluxo mercantil. Ao fim do século XIV, Veneza era a principal potência mercantil do Mediterrâneo e um dos estados mais ricos da Europa.

### Idade Moderna e decadência

Domínios venezianos na Grécia, 1450

Com a queda de Constantinopla para os turcos, em 1453, e o início das navegações portuguesas e espanholas, o comércio da Europa com o Oriente através do mar Mediterrâneo entrou em decadência.
Ao fim do século XVIII, a Sereníssima República, em declínio, foi invadida por Napoleão Bonaparte. A invasão pelas tropas napoleônicas em 1797 e sua cessão à Áustria, em troca da Bélgica, pôs fim à história de muitos séculos da Sereníssima República de Veneza. Os territórios antes dominados pela república foram divididos em partes que se tornaram províncias do Império Austríaco.

## Governo
Nos primeiros anos da república, o sistema político pode ser classificado como uma autocracia, com o Doge como o governante absoluto. Em 1223, as famílias aristocráticas de Rialto drasticamente diminuíram os poderes do Doge, estabelecendo um conselho consultivo que seria depois chamado Quarantia (quarenta) e um supremo tribunal que seria depois chamado Signoria. Eles também criaram dois corpos chamados sapientes que seriam depois seis corpos. A combinação dos sapientes e outros grupos seria chamado de collegio, uma espécie de ministério encarregado das questões de governo. Um senado, chamado de Consiglio dei Pregadi foi organizado em 1229 com sessenta membros eleitos pelo Maggior Consiglio (Conselho Maior). Durante este período o Doge tinha pouco poder real, e a autoridade era na verdade exercida pelo Grande Conselho de Veneza, um corpo parlamentar extremamente limitado onde podiam participar apenas membros das grandes famílias aristocráticas da república. Veneza proclamava que seu governo era uma clássica república, porque era uma fusão das três formas presentes num governo misto: com o poder supremo no Doge, o aristocrático no senado, e o democrático no Grande Conselho.
Em 1335, um "Conselho dos Dez" foi estabelecido e tornou-se tão poderoso e secreto que por volta de 1600 seus poderes tiveram que ser delimitados. Seus poderes variaram, ao longo do tempo, da subordinação ao Grande Conselho à dominação sobre ele.
Uma lei de 1539 instituiu os "Inquisitores do Estado", mais tarde conhecidos como o Supremo Tribunal. Havia três inquisidores, um conhecido popularmente como Il Rosso, ("o vermelho"), que era escolhida entre os Conselheiros do Doge, que usava roupas escarlate, e dois do Conselho dos Dez, que usavam roupas negras, conhecidos como I negri ("os negros"). Eles se tornaram um corpo de segurança, nos tempos difíceis quando Veneza começou a sentir-se cercada pelos Habsburgos, e gradualmente assumiu os poderes do Conselho dos Dez.. Por meio de espionagem, contra-espionagem e vigilância interna, eles faziam uso de uma rede de informantes e confidentes.
Em 1556 conselhos chamados provveditori ai beni inculti foram também criados para melhorar a agricultura pelo acréscimo da área sob cultivo e encorajando investimento privado na agricultura. O consistente aumento de preços no preço dos grãos durante o século XVI encorajou a transferência de capital do comércio para a exploração da terra.

## Territórios

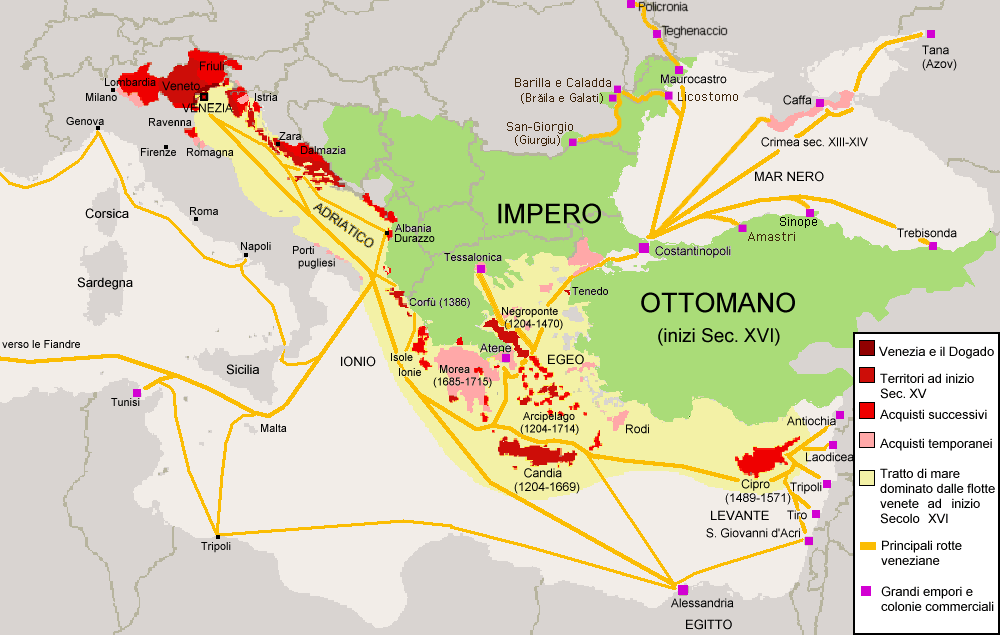
Mapa das rotas comerciais venezianas e possessões (Stato da Màr) da Sereníssima